# Новий Став (Свентокшиське воєводство)
Новий Став (пол. Nowy Staw) — село в Польщі, у гміні Лаґув Келецького повіту Свентокшиського воєводства.
Населення — 166 осіб (2011).
У 1975-1998 роках село належало до Келецького воєводства.

## Демографія
Демографічна структура на день 31 березня 2011 року:
|          | Загалом | Допрацездатний вік | Працездатний вік | Постпрацездатний вік |
| -------- | ------- | ------------------ | ---------------- | -------------------- |
| Чоловіки | 86      | 26                 | 52               | 8                    |
| Жінки    | 80      | 18                 | 42               | 20                   |
| Разом    | 166     | 44                 | 94               | 28                   |